# Marianne Schneegans

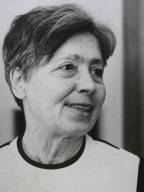
Marianne Schneegans

Marianne Schneegans (* 10. Dezember 1904 in Kreuznach; † 15. August 1997 in Meisenheim/Glan) war eine deutsche Malerin und Kinderbuchillustratorin.

## Biografie

### Kindheit und Jugend
Marianne Schneegans wurde am 10. Dezember 1904 als dritte von vier Schwestern geboren. Die Mutter, Clara Schneegans geb. Behler, stammte aus einer Koblenzer Kaufmannsfamilie. Der Vater Ferdinand Schneegans war Weinkommissionär in Kreuznach. Zu seinen Kunden zählten die ersten Hotels in Berlin. Die Familie lebte im angesehenen Bäderviertel in Kreuznach, die Bildhauerfamilie Cauer zählte zum engsten Freundeskreis.
Die Schwestern erlebten eine unbeschwerte Kindheit, in der Phantasie, bildnerisches Gestalten und Musik gepflegt wurden. Marianne Schneegans besuchte wie ihre Schwestern das örtliche Lyzeum, das unter der Leitung von Lina Hilger eine beispielhaft fortschrittliche Reformschule war.

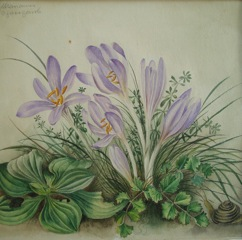
Blumen

### Ausbildung 1925–1929
Nach den bedrückenden Jahren des Ersten Weltkriegs und nach mehreren lebensbedrohlichen Krankheiten wurde Marianne Schneegans an der Kunstakademie Berlin aufgenommen. Unter Professor Ludwig Bartning bekam sie erste Kontakte zur Blumenmalerei. Nach einem Zwischenspiel 1928 als Zeichenlehrerin an ihrer ehemaligen Schule wechselte sie an die Stuttgarter Akademie in die Klasse von Prof. Hans Spiegel, wo der Schwerpunkt auf der Darstellung von Figürlichem und Bildlichem lag. Hier lernte sie ihren späteren Mann, den aus Maulbronn stammenden Künstler Robs Mayer, kennen. Am 19. September 1931 heiratete das Paar und versuchte, als freischaffende Künstler eine Existenz aufzubauen. Am Anfang standen Arbeiten im Selbstverlag, wie Grußkarten, die Marianne Schneegans entwarf, Robs Mayer als Kupferstich ausführte (er war Graveur) und der Vater Robert Mayer in seiner Zeitungsdruckerei druckte.

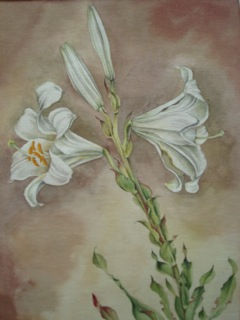
Blumen

### Beruflicher Erfolg bei Kinderbuch- und Kunstverlagen
Schon während des Studiums war der Kinderbuchverlag Thienemann Stuttgart auf Marianne Schneegans aufmerksam geworden, der Beginn einer jahrzehntelangen Zusammenarbeit. Bei mehreren Verlagen erschienen, von ihr illustriert, 18 Bilderbücher, 19 Kinderbücher, 19 Adventskalender, 35 Schutzumschläge, sowie zwei illustrierte Gedichtbände Freude mit Blumen und Freude an Tieren. Das bekannteste Buch war wohl die Rätselstiege. Der Rudolf Schneider Verlag  Reichenau / Sachsen, der Thienemann Verlag Stuttgart, Ackermanns Kunstverlag Zürich und München, der Michel Verlag Nürnberg, der Korsch Verlag Gilching sowie zahlreiche andere Verlage gehörten zu ihren regelmäßigen langjährigen Auftraggebern.
Außerdem arbeitete sie durch Beiträge in den Schülerzeitschriften  Der Sommergarten und Jugendlust sowie in Auerbachs Kinderkalender mit. Von 1936 bis in die 1950er Jahre schuf sie phantasievolle Adventskalender, die weit verbreitet waren. Auch die Zwergenkalender, von denen sie nach 1950 mehrere Jahrgänge für verschiedene Verlage (Michel, Korsch) malte, fanden großen Anklang. Fast gleichzeitig mit den Aufträgen im figürlichen Bereich wurde Marianne Schneegans als Blumenmalerin engagiert. Die beliebten Blumenpostkarten im Ackermann Kunstverlag entwickelten sich zur zweiten Säule ihres Schaffens und erlangten internationale Verbreitung. Von 1936 bis zum Ende ihres künstlerischen Schaffens entstanden über 200 Blumenstücke. Aufträge aus Industrie und Wirtschaft kamen hinzu, für die Marianne Schneegans Verpackungen entwarf sowie Anzeigen und Werbung gestaltete, die häufig von subtilem Humor gekennzeichnet waren.

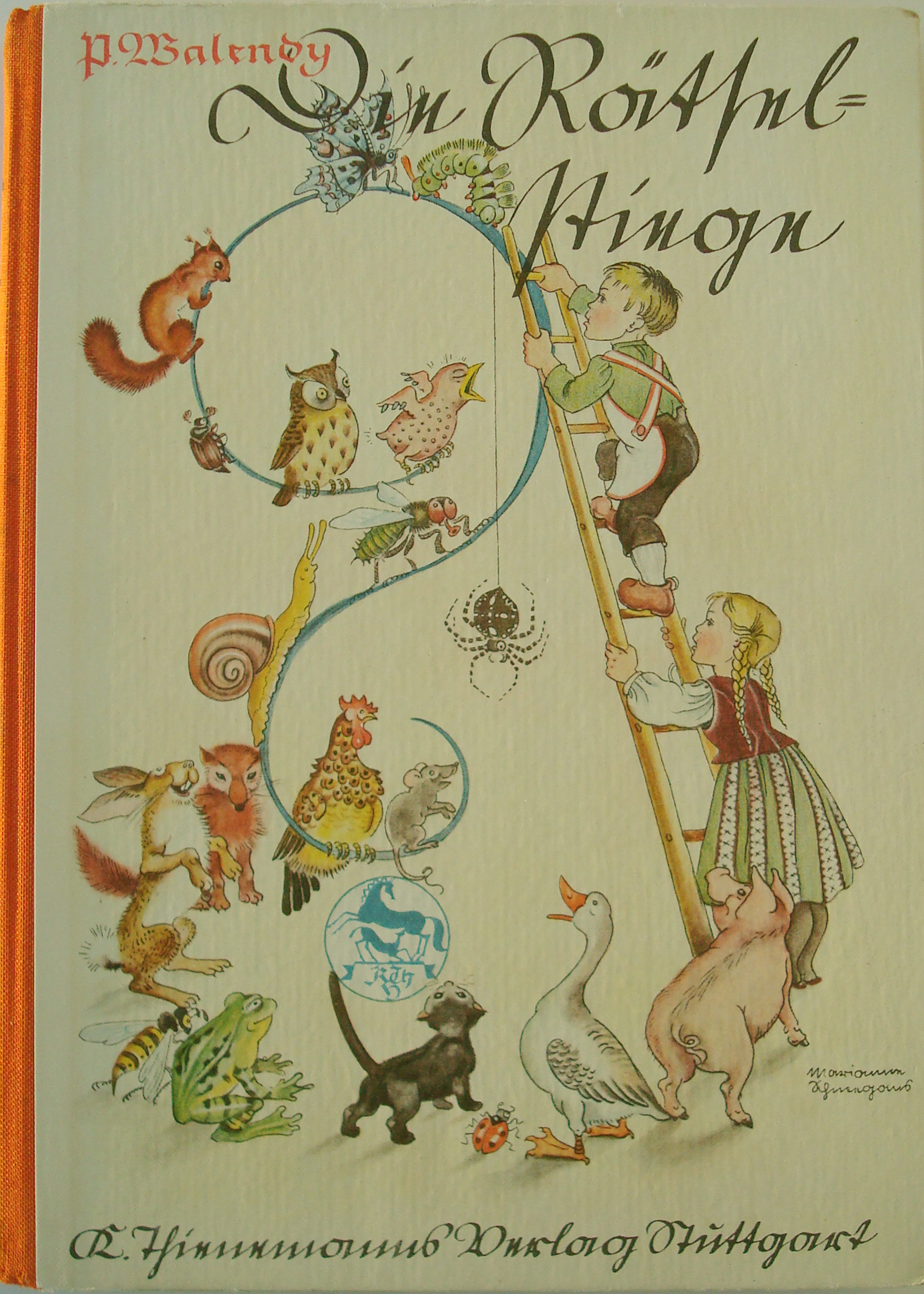
Die Rätselstiege

### 1939–1997
Von 1939 bis 1948 war Marianne Schneegans mit ihrer Tochter (* 1941) auf sich gestellt, da sich ihr Mann Robs Mayer erst im Krieg und danach in französischer Gefangenschaft befand. Es gelang ihr, auch in diesen Jahren den Lebensunterhalt für sich und ihr Kind ausschließlich mit ihrer Malerei zu verdienen.
Den stilistischen Wandel der Kinderbuchillustration Anfang der 1960er Jahre vollzog Marianne Schneegans nicht mehr, zumal ihre Hände durch eine rheumatische Krankheit beeinträchtigt waren. In dieser Zeit nahm sie in Zusammenarbeit mit dem Michel Verlag Nürnberg die 1953 erstmals erschienenen Zwergenkalender wieder auf und malte drei weitere Jahrgänge (1967–1969), die in vielen Kinderzimmern hingen. Ihr Mann Robs Mayer fand eine Anstellung als Kunsterzieher am Paul Schneider Gymnasium in Meisenheim am Glan, wo das Ehepaar von 1959 an wohnte. Sie malte und zeichnete bis in die 1970er Jahre. Am 15. August 1997 verstarb Marianne Schneegans in Meisenheim. Der künstlerische Nachlass liegt in den Händen der Tochter Irmgard Bossert.

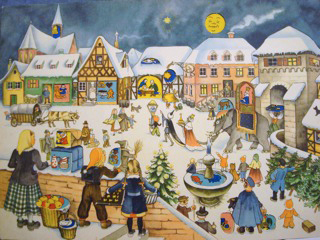
Adventskalender

## Ehrungen
- 2011 erhielt im Bad Kreuznacher Neubaugebiet "Rheingrafenblick"  eine Straße, in Erinnerung an  Johann Wilhelm Schneegans, Ferdinand Schneegans und Marianne Schneegans, den Namen Schneegansstraße. Am 12. März 2013 wurde sie  offiziell eingeweiht.

## Pressestimmen
- „Ihre Darstellungen in Weihnachtskalendern, Kinder- und Märchenbüchern zeichnen sich durch Einfühlungsvermögen und Heiterkeit aus, zeigen die Kinder- und Märchenwelt in Form graziler Zeichnungen und Aquarelle. Die vorzugsweise in Blumenkalendern oder als Postkarten publizierten kleinformatigen Blumenstücke zeugen von einer liebevollen Detailtreue und bestechen durch ihre altmeisterlich anmutende Wiedergabe.“ Angela Nestler-Zapp, Schlossparkmuseum Bad Kreuznach
- Die Künstlerin mit der leichten Hand: Marianne Schneegans begeht in Meisenheim ihren 80. Geburtstag; Ausstellung ihres Lebenswerkes [Quelle:] Rhein-Zeitung, Ausg. E. - 137 (1984) vom 8./9.12.
- „In ihrer Phantasie werden Bilder und Gestalten lebendig, sie sieht die Kinder wie sie leben....Sie versteht, was so selten ist, die Seele des Kindes, das sie zeichnet und seine besondere Art; denn sie liebt das Kind......Das Naive liebt sie mehr als das Konstruierte, das Graziöse mehr als das Polternde, das Romantische mehr als das Heldische. Bewegung ist ihr lieber als Ruhe. Ihre Bildchen formt sie nach dem Gesetz in ihr, nicht nach äußeren Vorbildern.“
- Zu den Blumenpostkarten: „Wer Postkarten oder Blumen kauft und liebt, kennt sie, diese „Unkräuter“ von der Alpenflora bis zum Wegerich, die Marianne Schneegans mit so viel Liebe und minutiöser Sorgfalt malt.“ Dr. W.O. in Württembergisches Abendblatt Nr. 299, 24. Dezember 1952, S. 12.
- Zum Schluss brachte er (Dr. Frank) dann zum Ausdruck, was wohl jeder der Besucher dieser Ausstellung vom ersten Augenblick der Begegnung mit diesen Bildern gedacht hat: „Die Bilder sind ein bestürzendes Mahnmal für das, was wir aus dieser Welt gemacht haben. Hier der Blick in die Schöpfung Gottes, da das drohende Chaos.“ Mühlacker Tagblatt 6. Mai 1985.

## Ausstellungen
- 1984 Sparkasse Bad Kreuznach, Ausstellung zum 80. Geburtstag
- 1985 Sparkasse Meisenheim/Glan, Ausstellung zum 80. Geburtstag
- 1985 Sparkasse Maulbronn, Ausstellung zum 80. Geburtstag
- 1997 Fruchtkasten Maulbronn, 850 Jahre Kloster Maulbronn
- 2004/2005, Ausstellung zum 100. Geburtstag im Schlossparkmuseum Bad Kreuznach
- 2010 Buchhandlung Krüger Maulbronn, Blumenaquarelle von Marianne Schneegans
- 2012/2013 Museum im Schloss Bad Pyrmont, Leben und Werk der Bilderbuchkünstlerin Marianne Schneegans[1]
- 2013 Stadthalle Maulbronn Adventskalender-Sammlung Esther Gajek, dazu fast alle Adventskalender von Marianne Schneegans